# Studentenvakbond SRVU
De Studentenraad der Vrije Universiteit (SRVU) is de studentenvakbond van de Vrije Universiteit Amsterdam. De SRVU is lid van de Landelijke Studentenvakbond.

## Geschiedenis
De SRVU is in 1947 opgericht om de belangen van de student te behartigen. De SRVU is sinds de jaren zeventig een progressieve studentenvakbond.
Studenten werden na de Tweede Wereldoorlog vooral vertegenwoordigd door gezelligheidsverenigingen. De studentenvakbond SRVU werd opgericht om vanuit één organisatie die vertegenwoordiging vorm te geven. Toen het aantal studenten explosief begon te groeien, ging de vakbond een belangrijke rol spelen bij de  verbetering van studentenvoorzieningen. Vanaf de  jaren zestig begon de vakbond politiek stelling te nemen. Positieverbetering van de student en democratisering in het hoger onderwijs werden speerpunten.

## Medezeggenschap

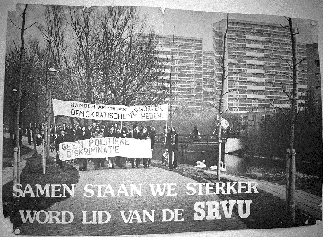
Eind jaren zeventig demonstratie voor democratisering

Vanaf 1972 kwamen er meer zetels voor studenten in de universiteitsraad. Samen met faculteitsverenigingen richtte de SRVU de Progressieve Kiesvereniging (PKV) op. Er werd gekozen voor een onafhankelijke kiesvereniging, omdat de SRVU als vakbond zich niet gedwongen wilde voelen concessies aan het CvB te hoeven doen, terwijl voorzien werd dat dit als medebestuurder in de universiteitsraad soms nodig zou zijn.
Toen in 1998 – door de invoering van de wet Modernisering universitaire bestuursorganisatie (MUB) – studenten niet langer medebestuurder van de universiteit waren maar in plaats daarvan medezeggenschapper, werd de onafhankelijke positie van de PKV overbodig. Daarom is in 1998 Progressieve Kiesvereniging (PKV) opgeheven en overgaan in een orgaan van de SRVU: de progressieve fractie in de Universitaire Studentenraad PS/SRVU. Sinds 2007 staat de fractie bekend onder de naam SRVU Fractie.
De SRVU probeert zijn idealen en standpunten door middel van actie en actieve lobby te verwezenlijken.